# 三浦顕次
三浦 顕次（みうら たかつぐ/あきつぐ）は、江戸時代幕末期の大名。美作国勝山藩（真島藩）第10代（最後）の藩主。美作勝山藩三浦家15代。号は旭州。

## 生涯
弘化4年（1847年）、第9代藩主・三浦弘次の長男として生まれる。
父が病弱だったため、第一次長州征伐・第二次長州征伐に出陣している。父は佐幕派だったが、顕次は勤皇派であり、慶応3年（1867年）からは津山藩（松平慶倫）・備中松山藩（板倉勝静）との佐幕同盟を脱している。慶応4年（1868年）5月6日、父の隠居を受けて正式に家督を継いだ。明治2年（1869年）の版籍奉還で知藩事となる。また、藩名を真島藩に改めた。明治4年（1871年）の廃藩置県で免官された。
明治17年（1884年）、華族令施行に伴い子爵に叙せられる。明治28年（1895年）9月11日、49歳で死去した。

## 系譜
- 父：三浦弘次（1827年 - 1886年）
- 母：戸村荘嶽の娘
- 正室：守巣 - 土井利則の三女

『平成新修旧華族家系大成』には、子として1男3女を載せる。男子は家督を相続した三浦基次（1872年 - 1946年）。長女の「ちょう」は澤宣元（男爵）夫人。
基次は1934年に隠居、基次の子の義次（1904年 - 1985年）のときに華族制度廃止を迎えた。